# Hiroki Oka
Hiroki Oka (japanisch 岡 大生 Oka Hiroki; * 18. April 1988 in der Präfektur Aichi) ist ein ehemaliger japanischer Fußballspieler.

## Karriere
Oka erlernte das Fußballspielen in der Schulmannschaft der Shimizu Commercial High School und der Universitätsmannschaft der Komazawa-Universität. Seinen ersten Vertrag unterschrieb er 2011 bei Ventforet Kofu. Der Verein aus Kōfu spielte in der höchsten japanischen Liga, der J1 League. Am Ende der Saison 2011 stieg der Verein in die zweite Liga ab. 2012 wurde er mit dem Klub Meister der zweiten Liga und stieg wieder in die erste Liga auf. 2015 wurde er an den Zweitligisten JEF United Chiba ausgeliehen. 2016 kehrte er nach der Ausleihe zu Ventforet Kofu zurück. Am Ende der Saison 2017 stieg der Verein wieder in die zweite Liga ab. Die Saison 2020 wurde er an den Drittligisten Kataller Toyama ausgeliehen. Nach Vertragsende in Kofu und insgesamt 52 Erst- und Zweitligaspielen unterschrieb er im Februar 2021 einen Vertrag beim Ligakonkurrenten Tochigi SC. Für den Verein aus Utsunomiya stand er einmal in der zweiten Liga auf dem Spielfeld.
Am 1. Februar 2022 beendete Oka seine Karriere als Fußballspieler.

## Erfolge
Ventforet Kofu
- J2 League: 2012  ▲